# Bay-tanya
Táncsicstelep (korábban, illetve a köznyelvben: Bay-tanya) Balkány város része, Szabolcs-Szatmár-Bereg vármegyében, a Nagykállói járásban.

## Fekvése
Nagykállótól 20 km-re található. A városrész kizárólag földúton közelíthető meg.

### Közlekedés
Balkány-Cibak-Baloghtanya-Béketelep-a 49132 sz. út 8. km-nél balra, utána 1 km. földút és a Bay-tanyán vagyunk.

## Története
A Bay család birtoka volt a világháború előtti időszakban. 1945 óta a városrész neve Táncsicstelep lett. Ugyan Biri egyik településrészének a neve is szintén Táncsicstelep, így a nevek összekeveredése elkerülhetetlen a környéken. A köznyelvben a megkülönböztethetőség miatt egyszerűen csak Bay-tanyának hívják a balkányi városrészt. Habár a biri tanyának a neve sem Táncsicstelep a köznyelvben, Frizsmántanyának nevezik az emberek.

## Nevezetességei
- Temető